# Fréjus
Fréjus (wymowaⓘ; oksyt. Frejús) – miejscowość i gmina we Francji, w regionie Prowansja-Alpy-Lazurowe Wybrzeże, w departamencie Var.

## Miasto dzisiaj

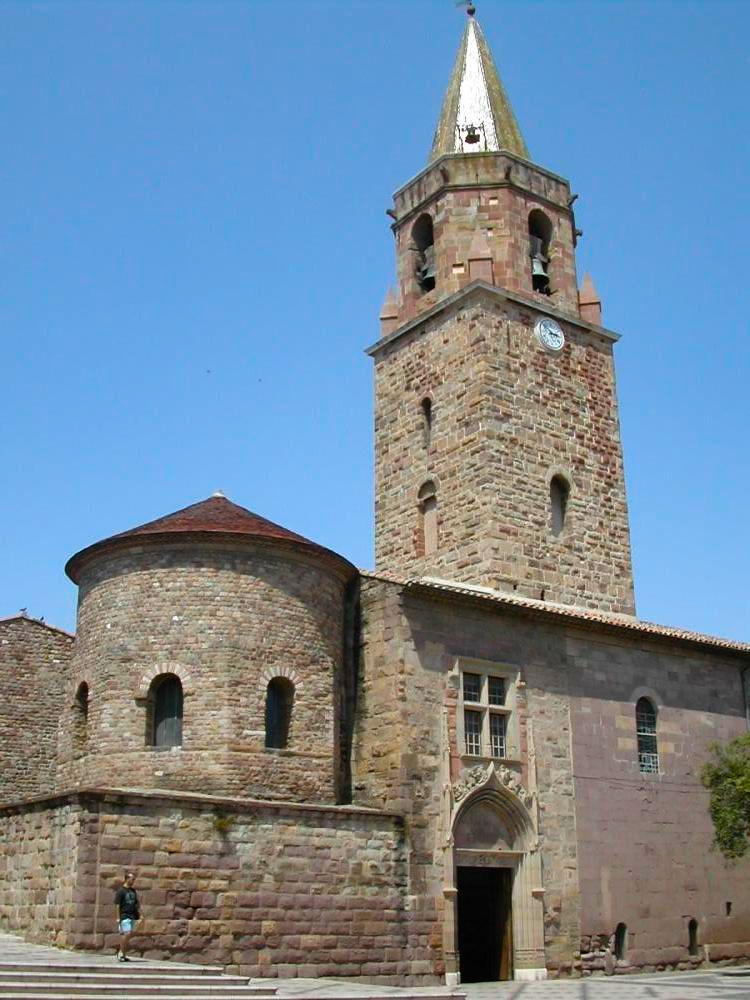
Katedra we Fréjus

Według danych na rok 1990 gminę zamieszkiwało 41 486 osób, a gęstość zaludnienia wynosiła 406 osób/km² (wśród 963 gmin regionu Prowansja-Alpy-W. Lazurowe Fréjus plasuje się na 13. miejscu pod względem liczby ludności, natomiast pod względem powierzchni na miejscu 31.)
2 grudnia 1959 r. o godz. 21.34 miasto zostało poważnie zniszczone przez falę powodziową, spływająca doliną rzeki Reyran na skutek przerwania położonej 9 km powyżej Fréjus zapory Malpasset. Zginęło wówczas 423 mieszkańców, zniszczonych zostało 155 domów, a straty wyniosły 24 miliardy ówczesnych (tzw. starych) franków francuskich.
Miasto Fréjus wraz z pobliskim portem i miejscowością wypoczynkową Saint-Raphaël stanowią ciągłą zabudowę i wspólny organizm urbanistyczny. Znaczna część mieszkańców gminy Fréjus to osoby z północnej Francji, ale także Holandii, Belgii i Niemiec, które kupiły tu sobie letnie domy – bądź to na potrzeby własne i własnych rodzin, bądź to pod wynajem.
We Fréjus znajduje się Plac Lecha Wałęsy.

## Historia
Założone w 45 r. p.n.e. przez Juliusza Cezara na terenie prowincji Galia Narbonensis nosiło nazwę Forum Iulii. Zostało rozbudowane i upiększone przez Oktawiana Augusta. Ojczyzna konsula Agrikoli. W okresie pryncypatu stacjonowała tu rzymska flota. Port zbudowany przez Oktawiana Augusta.
W aktach Synodu, który odbył się we Fréjus w 791 r. (Synodus Foroiuliensis) znalazł się symbol wiary z dodatkiem Filioque.
W XIII wieku biskupem Fréjus był przez pewien czas Jacques d'Euse (De Osa), późniejszy papież Jan XXII.
Jeden z wczesnych XVI-wiecznych inkunabułów to Brewiarz z Fréjus (Breviarium Foroiuliense).

## Współpraca
- Fredericksburg, Stany Zjednoczone
- Triberg im Schwarzwald, Niemcy
- Dumbéa, Francja
- Paola, Włochy
- Tabarka, Tunezja